# イライジャー・ジャスト
イライジャー・ヘンリー・ジャスト（英語: Elijah Henry Just、2000年5月1日 - ）は、ニュージーランドのサッカー選手。ニュージーランドA代表。SKNザンクト・ペルテン所属。ポジションはFW。

## クラブ歴
ウェスタン・サバーブスFCの下部組織に在籍した。
2018-19シーズンにイースタン・サバーブスAFCで選手となり、そのシーズンに優勝した。
2019年夏にデンマーク・セカンドディビジョンのFCヘルシンゲルに移籍。翌シーズンにデンマーク・ファーストディビジョンに昇格した。
2022年7月1日、ACホーセンスに移籍した。

## 代表歴
U-17代表ではOFC U-17選手権2017を制し2017 FIFA U-17ワールドカップに出場した。FIFA U-17ワールドカップではパラグアイ代表戦で主将を務めた。
U-20代表ではOFC U-19選手権2018のメンバーに招集されたが、クラブの要請でこれを断った。ただその後の2019 FIFA U-20ワールドカップには出場している。
2019年11月14日のアイルランド代表戦でA代表初出場。
2021年6月25日に東京オリンピックのメンバーに選出された。